# Vetenskapsåret 1818

## Händelser
- John Ross seglar ut för att söka Nordvästpassagen.
- Robert Stirling bygger den första praktiskt användbara Stirlingmotorn.
- William Thomas Brande och Humphry Davy framställer rent litium genom elektrolys av litiumoxid.

## Pristagare
- Copleymedaljen: Robert Seppings, brittisk fartygskonstruktör.
- Rumfordmedaljen; David Brewster, skotsk fysiker och uppfinnare.

## Födda
- 8 april - August Wilhelm von Hofmann (död 1892), tysk kemist.
- 27 september - Adolph Wilhelm Hermann Kolbe (död 1884), tysk kemist.
- 24 december - James Joule (död 1889), brittisk fysiker.

## Avlidna
- 28 juli - Gaspard Monge (född 1746), fransk matematiker.